# Eva Burman
Eva Burman, född 23 juni 1969 i Sala, är en svensk journalist och publicist.

## Biografi
Burman inledde arbetslivet som undersköterska, men skolade om sig till journalist varefter hon vikarierade på Sundsvalls Tidning.
År 1998 började Burman arbeta på Eskilstuna-Kuriren. En granskning hon gjort för tidningen om unga missbrukare vann 2002 en guldspade. Hon har även varit redaktionschef och tillförordnad chefredaktör.
År 2016 utsågs Burman till chefredaktör för Eskilstuna-Kuriren och Strengnäs Tidning.
I januari 2019, i samband med att NTM-koncernen tog över Sörmlands Media som ägde Eskilstuna-Kuriren, Södermanlands Nyheter och Katrineholms-Kuriren, utsågs Burman till chefredaktör och ansvarig utgivare för alla tre tidningarna.
I mars 2023 lämnade hon chefredaktörskapet för dessa tidningar och efterträdde Helle Klein som chefredaktör för Dagens Arbete.